# Б'ярнарей
Б'ярнарей (ісл. вимова: [ˈpja(r)tnarˌeiː] ( прослухати)) — невеликий незаселений острів у групі Вестманнових островів на півдні Ісландії. Це один з 18 островів, які утворюють архіпелаг Вестманнаейяр.
Острів лежить трохи південніше Еллідаея і лише трохи менший від нього за площею. Б'ярнарей дуже високий, і зубчасті скелі оточують весь острів, за винятком невеликої ділянки на північно-східній стороні. Посередині острова лежить високий трав'янистий пагорб, а посеред нього є улоговина. Пагорб називається Бункі і є шлаковим кратером, подібним до кратера на Еддідаеї. Найвища точка острова — 161 м над рівнем моря.
Б'ярнарей утворився внаслідок виверження вулкана приблизно в той саме час, що й Еллідаей, 5—6 тис. років тому.
Весь острів вкритий луками. Рослинність острова різноманітна: тут можна знайти найбільшу кількість видів серед усіх віддалених Вестманнових островів.
На захід від Бунки стоїть рибальська хатинка — єдина оселя на острові. У Б'ярнареї випасають овець і влітку полюють на тетеревів. У травні під час яйцекладки дроздів збирають яйця.

## Галерея
|                         |
| Вид на острів з повітря |

|                            |
| Вид з Б'ярнарея на Геймаей |